# Capito
Capito – rodzaj ptaków z podrodziny brodaczy (Capitoninae) w rodzinie tukanowatych (Ramphastidae).

## Zasięg występowania
Rodzaj obejmuje gatunki występujące w Ameryce Południowej i Centralnej.

## Morfologia
Długość ciała 16–20 cm; masa ciała 44–79 g.

## Systematyka

### Etymologia
- Capito: łac. capito, capitonis „wielkogłowy, duża głowa”, od caput, capitis „głowa”[5].
- Ablas: gr. αβλας ablas „tępy, głupi”, od wzmacniającego przedrostka α- a-; βλαζω blazō „być głupim”[6]. Nowa nazwa dla Capito Vieillot, 1816 ze względu na puryzm.
- Parabarbatula: gr. παρα para „blisko”; rodzaj Barbatula Lesson 1837[7]. Gatunek typowy: Capita dayi Cherrie, 1916.

### Podział systematyczny
Do rodzaju należą następujące gatunki:
- Capito quinticolor Elliot, 1865 – brodacz pięciobarwny
- Capito aurovirens (Cuvier, 1829) – brodacz krasnoczapkowy
- Capito dayi Cherrie, 1916 – brodacz czarnowstęgi
- Capito wallacei O’Neill, Lane, Kratter, Capparella & Fox-Joo, 2000 – brodacz krasnopręgi
- Capito hypoleucus Salvin, 1897 – brodacz białogrzbiety
- Capito maculicoronatus Lawrence, 1861 – brodacz jasnoczapkowy
- Capito squamatus Salvin, 1876 – brodacz ognistoczelny
- Capito niger (Statius Müller, 1776) – brodacz czarnoplamy
- Capito brunneipectus Chapman, 1921 – brodacz brązowawy
- Capito auratus (C. Dumont, 1816) – brodacz złocisty